# Lipovec, Semič
Lípovec je naselje v Sloveniji.